# 洪堡山脈
71°45′S 11°30′E / 71.750°S 11.500°E
洪堡山脈（德語：Alexander-von-Humboldt-Gebirge）是南極洲的山脈，位於毛德皇后地，處於彼得曼山脈以西，屬於沃爾塔特山脈西部的一部分，該山脈由德國探險隊發現。